# 咸亨
咸亨（かんこう）は、唐の高宗李治の治世に使用された元号。670年 - 674年。

## 西暦・干支との対照表
| 咸亨 | 元年  | 2年   | 3年   | 4年   | 5年   |
| 西暦 | 670年 | 671年 | 672年 | 673年 | 674年 |
| 干支 | 庚午  | 辛未  | 壬申  | 癸酉  | 甲戌  |